# Flakamyrens naturreservat
Flakamyrens naturreservat är ett naturreservat i Östersunds kommun i Jämtlands län.
Området är naturskyddat sedan 2023 och är 271 hektar stort. Reservatet ligger öster om Krokom vid sydvästra stranden till vattendraget Långan och består av kärr och några mossar.